# Homoeosoma
Homoeosoma är ett släkte av fjärilar som beskrevs av Curtis 1833. Homoeosoma ingår i familjen mott.

## Bildgalleri

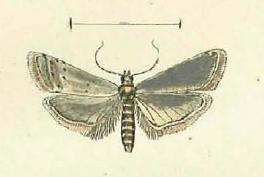

## Dottertaxa tillHomoeosoma, i alfabetisk ordning[1][2]
- Homoeosoma achroeella
- Homoeosoma albescentella
- Homoeosoma albosparsa
- Homoeosoma albostrigellum
- Homoeosoma ammonastes
- Homoeosoma amphibola
- Homoeosoma anaspila
- Homoeosoma anguliferella
- Homoeosoma ardaloniphas
- Homoeosoma asbenicola
- Homoeosoma asylonnastes
- Homoeosoma atechna
- Homoeosoma basalis
- Homoeosoma bilituralis
- Homoeosoma bipunctella
- Homoeosoma botydella
- Homoeosoma breviplicitum
- Homoeosoma calcella
- Homoeosoma candefactella
- Homoeosoma candidella
- Homoeosoma capsitanella
- Homoeosoma caradjellum
- Homoeosoma cataphaea
- Homoeosoma centrosticha
- Homoeosoma cerochyta
- Homoeosoma compsitella
- Homoeosoma contracta
- Homoeosoma creuzelae
- Homoeosoma deceptorium
- Homoeosoma deltaeparanensis
- Homoeosoma differtella
- Homoeosoma discrebile
- Homoeosoma electella
- Homoeosoma elongatella
- Homoeosoma elongella
- Homoeosoma elongellum
- Homoeosoma emendator
- Homoeosoma eminentella
- Homoeosoma ephestidiella
- Homoeosoma eremophasma
- Homoeosoma euryleuca
- Homoeosoma flavella
- Homoeosoma fornacella
- Homoeosoma fuscella
- Homoeosoma fuscifusella
- Homoeosoma galactaula
- Homoeosoma gemina
- Homoeosoma gioferella
- Homoeosoma goliathella
- Homoeosoma gravosellum
- Homoeosoma griseipennella
- Homoeosoma heidiellum
- Homoeosoma heinrichi
- Homoeosoma homeosomella
- Homoeosoma hutunensis
- Homoeosoma hypogypsa
- Homoeosoma illuviella
- Homoeosoma imitator
- Homoeosoma impressalis
- Homoeosoma incognitellum
- Homoeosoma inornatella
- Homoeosoma inustella
- Homoeosoma largella
- Homoeosoma lechriosema
- Homoeosoma litorella
- Homoeosoma llanoi
- Homoeosoma longiventrella
- Homoeosoma masaiensis
- Homoeosoma matsumurella
- Homoeosoma melanosticta
- Homoeosoma microsignella
- Homoeosoma miguelensis
- Homoeosoma muscerdalis
- Homoeosoma nebulella
- Homoeosoma nevadellum
- Homoeosoma nigrimedialis
- Homoeosoma nimbella
- Homoeosoma noctividella
- Homoeosoma nubila
- Homoeosoma obatricostella
- Homoeosoma ochropasta
- Homoeosoma opalescella
- Homoeosoma oslarellum
- Homoeosoma oxycercus
- Homoeosoma pallescens
- Homoeosoma parvalbum
- Homoeosoma pedionnastes
- Homoeosoma pelosticta
- Homoeosoma personata
- Homoeosoma phaeoboreas
- Homoeosoma picoensis
- Homoeosoma privata
- Homoeosoma punctistrigella
- Homoeosoma rhapta
- Homoeosoma sadhopullensis
- Homoeosoma scopulella
- Homoeosoma sinuatus
- Homoeosoma sinuella
- Homoeosoma snellenella
- Homoeosoma soaltheirellum
- Homoeosoma spadicis
- Homoeosoma stenopis
- Homoeosoma stenotea
- Homoeosoma straminea
- Homoeosoma striatellum
- Homoeosoma stypticella
- Homoeosoma subalbatella
- Homoeosoma symmicta
- Homoeosoma tenuipunctella
- Homoeosoma tepida
- Homoeosoma terminella
- Homoeosoma texanella
- Homoeosoma uncanale
- Homoeosoma unionella
- Homoeosoma vagella
- Homoeosoma yivoffi